# Discografia di María Becerra
La discografia di María Becerra, cantante e youtuber argentina, è costituita da due album in studio, due EP e oltre sessanta singoli.

## Album in studio
| Anno | Titolo e dettagli                                                                                               | Classifiche |
| Anno | Titolo e dettagli                                                                                               | SPA         |
| ---- | --- | ----------- |
| 2021 | Animal - Pubblicato: 26 agosto 2021 - Etichetta: 300 - Formato: LP, download digitale, streaming                | 49          |
| 2022 | La nena de Argentina - Pubblicato: 8 dicembre 2022 - Etichetta: 300 - Formato: LP, download digitale, streaming | 34          |

## Extended play
| Anno | Titolo e dettagli                                                                                                  |
| ---- | --- |
| 2021 | Animal, parte 1 - Pubblicato: 25 febbraio 2021 - Etichetta: 300 - Formato: Download digitale, streaming            |
| 2023 | Acoustic Session - Pubblicato: 21 dicembre 2023 - Etichetta: Warner Latina - Formato: Download digitale, streaming |

## Singoli

### Come artista principale
| Anno                                                         | Titolo                                                                               | Classifiche | Classifiche | Classifiche | Classifiche | Classifiche | Classifiche | Classifiche | Classifiche | Classifiche | Classifiche | Certificazioni                                                                       | Album di provenienza                       |
| Anno                                                         | Titolo                                                                               | ARG         | COL         | ITA         | MEX         | PER         | PRT         | PRY         | SPA         | SWI         | USA         | Certificazioni                                                                       | Album di provenienza                       |
| ------------------------------------------------------------ | ------------------------------------------------------------------------------------ | ----------- | ----------- | ----------- | ----------- | ----------- | ----------- | ----------- | ----------- | ----------- | ----------- | ------------------------------------------------------------------------------------ | ------------------------------------------ |
| 2019                                                         | 222                                                                                  | —           | —           | —           | —           | —           | —           | —           | —           | —           | —           |                                                                                      | /                                          |
| 2019                                                         | High                                                                                 | 2           | —           | —           | —           | —           | —           | —           | 60          | —           | —           | - ARG: Platino + Oro - SPA: Oro                                                      | /                                          |
| 2020                                                         | Dejemos que pase                                                                     | 71          | —           | —           | —           | —           | —           | —           | —           | —           | —           |                                                                                      | /                                          |
| 2020                                                         | Perdidamente                                                                         | —           | —           | —           | —           | —           | —           | —           | —           | —           | —           |                                                                                      | /                                          |
| 2020                                                         | Moon (feat. Dani)                                                                    | 87          | —           | —           | —           | —           | —           | —           | —           | —           | —           |                                                                                      | /                                          |
| 2020                                                         | Tú me lo haces fácil                                                                 | 57          | —           | —           | —           | —           | —           | —           | —           | —           | —           |                                                                                      | /                                          |
| 2020                                                         | Confiesalo (con Rusherking)                                                          | 7           | —           | —           | —           | —           | —           | —           | —           | —           | —           |                                                                                      | /                                          |
| 2020                                                         | Aynea Remix (con FMK e Beret)                                                        | 32          | —           | —           | —           | —           | —           | —           | —           | —           | —           |                                                                                      | /                                          |
| 2021                                                         | Animal (con Cazzu)                                                                   | 5           | —           | —           | —           | —           | —           | —           | —           | —           | —           |                                                                                      | Animal, parte 1 e Animal                   |
| 2021                                                         | Si yo fuera tú (con Paty Cantú)                                                      | —           | —           | —           | —           | —           | —           | —           | —           | —           | —           |                                                                                      | /                                          |
| 2021                                                         | Además de mí (remix) (con Rusherking, Tiago PZK, Khea, Duki e Lit Killah)            | 1           | —           | —           | —           | 17          | —           | 138         | 16          | —           | —           | - ARG: Platino - SPA: Oro                                                            | /                                          |
| 2021                                                         | Miénteme (con Tini)                                                                  | 1           | —           | —           | —           | 5           | —           | 24          | 3           | —           | —           | - ARG: Diamante - COL: Platino (4) - MEX: Diamante - PER: Platino - SPA: Platino (7) | Cupido                                     |
| 2021                                                         | Te necesito (con Khea)                                                               | 3           | —           | —           | —           | 69          | —           | —           | —           | —           | —           |                                                                                      | /                                          |
| 2021                                                         | Qué más pues? (con J Balvin)                                                         | 1           | 2           | 60          | 3           | 1           | 26          | 29          | 2           | 54          | 123         | - ITA: Platino - MEX: Diamante + Platino (4) - PRT: Oro - SPA: Platino (6)           | Jose                                       |
| 2021                                                         | Cazame (con Tiago PZK)                                                               | 6           | —           | —           | —           | 167         | —           | —           | —           | —           | —           |                                                                                      | Animal                                     |
| 2021                                                         | Bobo (con Mariah Angeliq e Bad Gyal)                                                 | 96          | —           | —           | —           | —           | —           | —           | 41          | —           | —           | - SPA: Oro                                                                           | /                                          |
| 2021                                                         | Mi debilidad                                                                         | 6           | —           | —           | —           | 47          | —           | 199         | —           | —           | —           | - SPA: Oro                                                                           | Animal                                     |
| 2021                                                         | Wow Wow (feat. Becky G)                                                              | 2           | —           | —           | —           | 52          | —           | 87          | 60          | —           | —           | - MEX: Oro - SPA: Oro                                                                | Animal                                     |
| 2021                                                         | Mal acostumbrao (con Mau y Ricky)                                                    | 4           | —           | —           | —           | 40          | —           | 127         | —           | —           | —           | - SPA: Oro                                                                           | /                                          |
| 2021                                                         | Antes de ti (con Rusherking)                                                         | 3           | —           | —           | —           | 99          | —           | —           | —           | —           | —           |                                                                                      | /                                          |
| 2021                                                         | Los tragos (con i Reik)                                                              | 12          | —           | —           | —           | 82          | —           | 158         | —           | —           | —           | - MEX: Oro - SPA: Oro                                                                | /                                          |
| 2022                                                         | Entre nosotros RMX (con Nicki Nicole, Tiago PZK e Lit Killah)                        | 1           | —           | —           | —           | 2           | —           | 8           | 10          | —           | —           | - SPA: Platino - USA: Oro (Latin)                                                    | /                                          |
| 2022                                                         | Tranquila (con FMK)                                                                  | 3           | —           | —           | —           | —           | —           | —           | —           | —           | —           | - ARG: Platino                                                                       | Desde el espacio                           |
| 2022                                                         | Marte (con Sofía Reyes)                                                              | 3           | —           | —           | —           | 87          | —           | 104         | —           | —           | —           | - SPA: Oro - USA: Oro (Latin)                                                        | Mal de amores                              |
| 2022                                                         | Felices x siempre                                                                    | 8           | —           | —           | —           | 120         | —           | —           | —           | —           | —           |                                                                                      | La nena de Argentina                       |
| 2022                                                         | Te espero (con Prince Royce)                                                         | 33          | —           | —           | —           | —           | —           | —           | —           | —           | —           | - SPA: Platino - USA: Platino (2) (Latin)                                            | /                                          |
| 2022                                                         | Maléfica (con Cazzu)                                                                 | 20          | —           | —           | —           | —           | —           | —           | —           | —           | —           |                                                                                      | Nena trampa                                |
| 2022                                                         | Ojalá                                                                                | 2           | —           | —           | —           | —           | —           | 58          | —           | —           | —           | - MEX: Oro - SPA: Oro - USA: Oro (Latin)                                             | La nena de Argentina                       |
| 2022                                                         | Berlin (con Zion & Lennox)                                                           | 11          | —           | —           | —           | —           | —           | 148         | —           | —           | —           |                                                                                      | /                                          |
| 2022                                                         | Discoteka (con Lola Índigo)                                                          | 24          | —           | —           | —           | —           | —           | —           | 43          | —           | —           | - SPA: Platino                                                                       | El dragón                                  |
| 2022                                                         | Automático                                                                           | 3           | —           | —           | —           | —           | —           | 57          | 18          | —           | —           | - MEX: Oro - SPA: Platino (2) - USA: Platino (Latin)                                 | La nena de Argentina                       |
| 2022                                                         | Lokita (con Natti Natasha)                                                           | 50          | —           | —           | —           | —           | —           | —           | —           | —           | —           |                                                                                      | Nasty Singles                              |
| 2022                                                         | Éxtasis (con Manuel Turizo)                                                          | 27          | —           | —           | —           | —           | —           | 86          | 68          | —           | —           | - SPA: Oro - USA: Platino (Latin)                                                    | 2000                                       |
| 2022                                                         | Amigos (con Pablo Alborán)                                                           | 43          | —           | —           | —           | —           | —           | —           | 55          | —           | —           | - SPA: Platino (2)                                                                   | La cuarta hoja                             |
| 2023                                                         | Adiós (con i Ráfaga)                                                                 | 4           | —           | —           | —           | —           | —           | —           | —           | —           | —           |                                                                                      | /                                          |
| 2023                                                         | Perfecta (con i Miranda! e FMK)                                                      | 6           | —           | —           | —           | —           | —           | —           | —           | —           | —           |                                                                                      | Hotel Miranda!                             |
| 2023                                                         | Te cura                                                                              | 13          | —           | —           | —           | —           | —           | —           | —           | —           | —           |                                                                                      | Fast X: Original Motion Picture Soundtrack |
| 2023                                                         | Los del espacio (con Lit Killah, FMK, Rusherking, Duki, Emilia, Tiago PZK e Big One) | 1           | —           | —           | —           | —           | —           | —           | 3           | —           | —           | - SPA: Platino (6)                                                                   | /                                          |
| 2023                                                         | Corazón vacío                                                                        | 1           | —           | —           | —           | —           | —           | —           | 21          | —           | —           | - MEX: Oro - SPA: Platino (3)                                                        | /                                          |
| 2023                                                         | Extrañándote (con Gera MX)                                                           | —           | —           | —           | —           | —           | —           | —           | —           | —           | —           |                                                                                      | Mustang 65'                                |
| 2023                                                         | El amor de mi vida (con gli Ángeles Azules)                                          | 2           | —           | —           | —           | —           | —           | —           | —           | —           | —           |                                                                                      | Se agradece                                |
| 2023                                                         | 9:45 (remix) (con Prabh Singh)                                                       | —           | —           | —           | —           | —           | —           | —           | —           | —           | —           |                                                                                      | /                                          |
| 2023                                                         | Así es la vida (con Enrique Iglesias)                                                | 20          | —           | —           | —           | —           | —           | —           | 25          | —           | —           | - SPA: Platino (3) - USA: Platino (3) (Latin)                                        | Final (Vol. 2)                             |
| 2023                                                         | Pradax (con i Fuerza Regida)                                                         | —           | —           | —           | —           | —           | —           | —           | —           | —           | —           |                                                                                      | Pa las baby's y belikeada                  |
| 2023                                                         | Piscina (con Ovy on the Drums e Chencho Corleone)                                    | 4           | —           | —           | —           | —           | —           | —           | 84          | —           | —           |                                                                                      | /                                          |
| 2023                                                         | Mentirosa remix (con i Rafaga)                                                       | 34          | —           | —           | —           | —           | —           | —           | —           | —           | —           |                                                                                      | /                                          |
| 2024                                                         | Sin ti (con Gims)                                                                    | —           | —           | —           | —           | —           | —           | —           | —           | —           | —           |                                                                                      | /                                          |
| 2024                                                         | Lady Madrizzz remix (con Céro)                                                       | —           | —           | —           | —           | —           | —           | —           | —           | —           | —           |                                                                                      | /                                          |
| 2024                                                         | Primer aviso (con Ivy Queen)                                                         | 10          | —           | —           | —           | —           | —           | —           | —           | —           | —           |                                                                                      | /                                          |
| 2024                                                         | Spicy Margarita (con Jason Derulo e Michael Bublé)                                   | —           | —           | —           | —           | —           | —           | —           | —           | —           | —           |                                                                                      | /                                          |
| 2024                                                         | Iman (Two of Us)                                                                     | 2           | —           | —           | —           | —           | —           | —           | —           | —           | —           |                                                                                      | /                                          |
| 2024                                                         | Low Key (con Beéle e Joeboy feat. Humby)                                             | —           | —           | —           | —           | —           | —           | —           | —           | —           | —           |                                                                                      | /                                          |
| 2024                                                         | Cuando te vi (con Big One e Trueno)                                                  | 3           | —           | —           | —           | —           | —           | —           | 14          | —           | —           | - SPA: Platino                                                                       | /                                          |
| 2024                                                         | Borracha (con Gloria Trevi)                                                          | —           | —           | —           | —           | —           | —           | —           | —           | —           | —           |                                                                                      | /                                          |
| 2024                                                         | Agora                                                                                | 3           | —           | —           | —           | —           | —           | —           | —           | —           | —           |                                                                                      | /                                          |
| 2024                                                         | Sexo es la moda (con Yandel)                                                         | 31          | —           | —           | —           | —           | —           | —           | —           | —           | —           |                                                                                      | /                                          |
| 2024                                                         | Pa' qué volviste? (con Elena Rose)                                                   | —           | —           | —           | —           | —           | —           | —           | —           | —           | —           |                                                                                      | /                                          |
| 2025                                                         | La reina (remix) (con Lola Índigo e Villano Antillano)                               | —           | —           | —           | —           | —           | —           | —           | —           | —           | —           |                                                                                      | /                                          |
| 2025                                                         | Tatú                                                                                 | 62          | —           | —           | —           | —           | —           | —           | —           | —           | —           |                                                                                      | /                                          |
| 2025                                                         | Ramen para dos (con Paulo Londra e Xross)                                            | 1           | —           | —           | —           | —           | —           | —           | —           | —           | —           |                                                                                      | /                                          |
| 2025                                                         | Infinitos como el mar (con Xross)                                                    | 9           | —           | —           | —           | —           | —           | —           | —           | —           | —           |                                                                                      | /                                          |
| "—" indica una pubblicazione non classificata in quel paese. |                                                                                      |             |             |             |             |             |             |             |             |             |             |                                                                                      |                                            |

### Come artista ospite
| Anno                                                         | Titolo                                                                            | Classifiche | Classifiche | Certificazioni | Album di provenienza |
| Anno                                                         | Titolo                                                                            | ARG         | PER         | Certificazioni | Album di provenienza |
| ------------------------------------------------------------ | --------------------------------------------------------------------------------- | ----------- | ----------- | -------------- | -------------------- |
| 2020                                                         | En tu cuerpo (remix) (Lyanno, Rauw Alejandro e Lenny Tavárez feat. María Becerra) | 16          | 23          | - SPA: Platino | /                    |
| 2022                                                         | Hasta los dientes (Camila Cabello feat. María Becerra)                            | 24          | —           |                | Familia              |
| "—" indica una pubblicazione non classificata in quel paese. |                                                                                   |             |             |                |                      |

### Singoli promozionali
| Anno | Titolo                             | Album di provenienza |
| ---- | ---------------------------------- | -------------------- |
| 2024 | Jingle Bell Rock (con Bobby Helms) | /                    |

## Altri brani entrati in classifica
| Anno                                                         | Titolo                                                  | Classifiche | Classifiche | Classifiche | Classifiche | Classifiche | Certificazioni | Album di provenienza        |
| Anno                                                         | Titolo                                                  | ARG         | ITA         | PER         | PRY         | SPA         | Certificazioni | Album di provenienza        |
| ------------------------------------------------------------ | ------------------------------------------------------- | ----------- | ----------- | ----------- | ----------- | ----------- | -------------- | --------------------------- |
| 2019                                                         | Dime cómo hago                                          | 100         | —           | —           | —           | —           |                | 222                         |
| 2021                                                         | A solas                                                 | 92          | —           | —           | —           | —           |                | Animal, parte 1 e Animal    |
| 2021                                                         | Acaramelao                                              | 4           | —           | —           | —           | —           |                | Animal, parte 1 e Animal    |
| 2021                                                         | En la oscuridad (con Lit Killah)                        | 25          | —           | 123         | —           | —           |                | Mawz                        |
| 2022                                                         | Adiós                                                   | 79          | —           | —           | —           | —           | - SPA: Oro     | La nena de Argentina        |
| 2022                                                         | La nena de Argentina                                    | 21          | —           | —           | 150         | —           | - SPA: Oro     | La nena de Argentina        |
| 2022                                                         | Desafiando el destino                                   | 35          | —           | —           | —           | —           |                | La nena de Argentina        |
| 2024                                                         | Latte (The Academy: Segunda Misión feat. María Becerra) | 18          | —           | —           | —           | 70          |                | The Academy: Segunda Misión |
| 2024                                                         | Bella e brutta notizia (Geolier feat. María Becerra)    | —           | 42          | —           | —           | —           |                | Dio lo sa                   |
| "—" indica una pubblicazione non classificata in quel paese. |                                                         |             |             |             |             |             |                |                             |